# Rudolf Felzmann (Heimatforscher)
Rudolf Felzmann (* 6. Juni 1915 in München; † 24. Juni 2011 in Sauerlach) war ein deutscher Heimatforscher.

## Leben
Rudolf Felzmann wurde in München geboren und kam 1918 nach Unterhaching. Dort gehörte er ab 1965 als Abgeordneter der CSU dem Gemeinderat an. Hauptberuflich war er als Geschäftsführer für ein Versicherungsunternehmen tätig.
Zusätzlich übernahm er das Amt des Ortsheimatpflegers der Gemeinde. Seine Forschungen zur Geschichte der Gemeinde fasste er 1983 erstmals in einem Heimatbuch zusammen. Fünf Jahre später legte er eine vollständig überarbeitete Auflage des Buches vor. 2004 gab er sein Amt ab. Sein Nachfolger als Ortsheimatpfleger wurde Günter Staudter.

## Auszeichnungen
- Bürgermedaille mit Ehrennadel in Gold der Gemeinde Unterhaching[1]
- Ehrenbürger der Gemeinde Unterhaching

## Werke
- Rudolf Felzmann: Unterhaching : ein Heimatbuch. Hrsg.: Gemeinde Unterhaching. 1. Auflage. Gemeinde Unterhaching, Unterhaching 1983.
- Rudolf Felzmann: Unterhaching : ein Heimatbuch. Hrsg.: Gemeinde Unterhaching. 2., völlig überarbeitete und ergänzte Neuauflage Auflage. Gemeinde Unterhaching, Unterhaching 1988.
- Rudolf Felzmann: Bau- und Kunstgeschichte der Pfarrkirche St. Korbinian in Unterhaching : Dokumentation. Rudolf Felzmann, Unterhaching 1992 (40 Blatt: zahlreiche Illustrationen, graphische Darstellungen).
- Rudolf Felzmann: S[ank]t Korbinian Unterhaching. Kath. Pfarramt St. Korbinian, Unterhaching 1981 (15 S., zahlreiche Illustrationen (zum Teil farbig)).